# Johann Melchior Roos

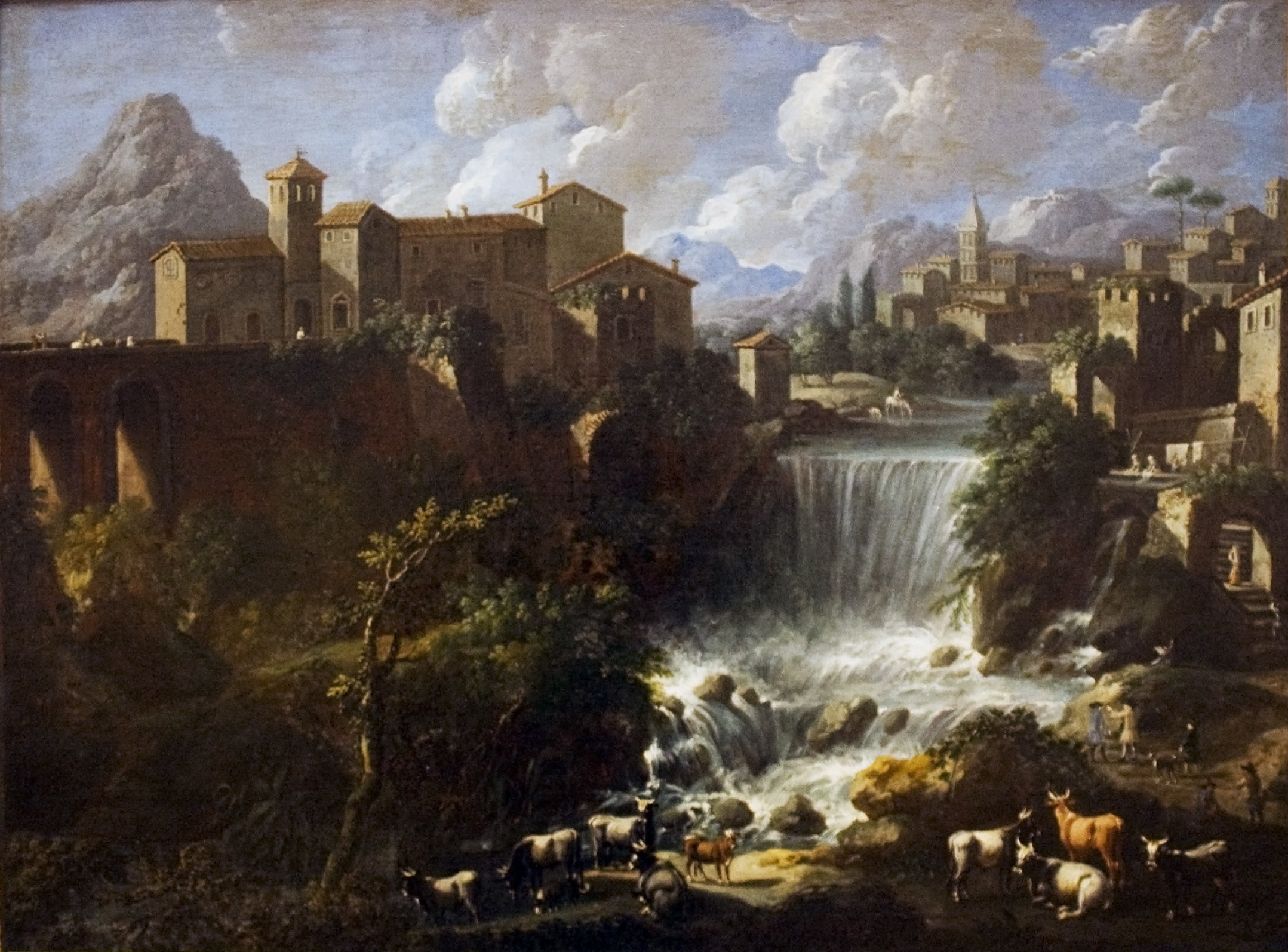
Wodospad w Tivoli, Musée des Beaux-Arts de Valenciennes, Valenciennes

Johann Melchior Roos (ur. 27 grudnia 1663 w Heidelbergu, zm. 1731 w Brunszwiku) – niemiecki malarz barokowy, syn Johanna Heinricha Roosa i brat Philippa Petera.
Pierwszym nauczycielem Johanna Melchiora był ojciec, malarz portretów i scen pastoralnych. Później artysta studiował w Hadze w Confrerie Pictura. W latach 1686–1690 przebywał we Włoszech i współpracował z bratem Philippem Peterem. Po powrocie do Niemiec przez ponad dwadzieścia lat był malarzem nadwornym arcybiskupa Lothara Franza von Schönborna we Frankfurcie nad Menem (1695-1818). Później pracował w Kassel i Brunszwiku.
Johann Melchior Roos malował włoskie krajobrazy ze zwierzętami i portrety.